# Sophie Schmit
Sophie Schmit (* vor 1980) ist eine französische Filmeditorin.
Sophie Schmit war von 1980 bis 2002 als Editorin tätig. Für den Filmschnitt zu Subway (1985, Regie: Luc Besson), bei dem sie auch am Drehbuch beteiligt war, wurde sie 1986 für den César nominiert.

## Filmografie (Auswahl)
- 1983: Der letzte Kampf (Le Dernier Combat)
- 1985: Subway (+ Drehbuch)
- 1986: Taxi Boy
- 1987: L’ami Giono: Ivan Ivanovitch Kossiakoff (TV-Spielfilm)
- 1989: Mistkerle (Peux de vaches)
- 1990: L’ami Giono: Ivan Ivanovitch Kossiakoff (TV-Spielfilm)
- 1991: Les secrets professionnels du Docteur Apfelgluck
- 1992: Quelque part vers Conakry
- 2000: Bon plan
- 2002: Oya isola